# Изер
Вижте пояснителната страница за други значения на Изер.
Река Изѐр (на френски: Isère) е река в Югозточна Франция (департаменти Савоа, Изер и Дром), ляв приток на Рона. Дължина 286 km, площ на водосборния басейн 11 890 km²

## Наименование
Подобни келтски имена на други реки: Изера – в Чехия, Изар – в Бавария, Германия, Истер – (Долен Дунав в древността) – в България

## Географска характеристика

### Извор, течение, устие
Река Изер води началото си от малко високопланинско езеро, разположено на 2852 m н.в., в Грайскиje Алпи, близо до границата с Италия, на 9 km източно от сурорта Вал д'Изер. с изключение на най-долното си течение река Изер тече в дълбока и тясна планинска долина, като пресича Савойските Алпи и няколко пъти рязко сменя посоката си, като заобикаля отделни планински масиви и хребети (Вануаз, Белдон, Веркор и др.). До Вал д'Изер тече на запад, след това до градчето Бур Сен Морис – на северозапад, до Мутие – на югозапад, до Албервил – на север-северозапад, до Гренобъл – на югозапад, а след това до излизането си от планините, отново на северозапад и югозапад. Последните 40 km тече в западна посока през най-северната част на Ронската низина. Влива се отляво в река Рона, на 117 m н.в., на 2 km северно от град Валанс.

### Водосборен басейн, притоци
Водосборният басейн на Изер обхваща площ от 11 890 km², което представлява 12,44% от водосборния басейн на Рона. На север и юг водосборния басейн на Изер граничи с водосборните басейни на реките Ривал, Бурбор, Гиер, Фиер, Арв, Дюранс и Дром (леви притоци на Рона), а на изток – с водосборния басейн на река По (от басейна на Адриатическо море.
Основни притоци:
- леви – Арк (128 km, 2000 km²), Драк (130 km, 3626 km²), Бурн (43 km, 818 km²);
- десни – Арли (35 km, 648 km²), Ербас (40 km, 187 km²)[2].

### Хидроложки показатели
Река Изер има предимно снежно подхранване с ясно изразено пролетно-лятно пълноводие и зимно маловодие. Среден годишен отток близо до устието около 330 m³/sec.

## Стопанско значение, селища
Поради преобладаващия планински характер на Изер, по нейното течение и по някои от притоците ѝ са изградени няколко мощни ВЕЦ-а, в т.ч. големия язовир Тин, в горното ѝ течение. В долното течение реката е плавателна за плиткогазещи съдове, а водите ѝ се използват за напояване. Цялата долината на реката по средното и горното ѝ течение е обект на туризъм (главно зимни спортове). Тук са разположени големите зимни курорти Вал д'Изер, Албервил, Гренобъл и др.